# (35446) Stáňa
(35446) Stáňa est un astéroïde de la ceinture principale.

## Description
(35446) Stana est un astéroïde de la ceinture principale. Il fut découvert le 6 février 1998 à l'Observatoire Kleť par Jana Tichá et Miloš Tichý. Il présente une orbite caractérisée par un demi-grand axe de 2,35 UA, une excentricité de 0,23 et une inclinaison de 6,3° par rapport à l'écliptique.

## Compléments